# Vue de l'Amstel à partir d'Amsteldijk
Vue de l'Amstel à partir d'Amsteldijk (vers 1680) est un tableau de Jacob van Ruisdael.
C'est un exemple de tableau de l'Âge d'or de la peinture néerlandaise. 
Selon l'Association Rembrandt, les flèches dans le tableau sont de gauche à droite : Leidsepoort, Utrechtsepoort, Westerkerk, le Palais royal d'Amsterdam, la Vieille église d'Amsterdam, l'Église du sud, la Synagogue portugaise d'Amsterdam, le  Musée maritime des Pays-Bas, Weesperpoort, Oosterkerk. Tous ces bâtiments ont été récemment restaurés sous la direction de l'architecte Daniël Stalpaert.
Cette scène est très similaire à celles qui sont représentées dans d'autres tableaux de Ruisdael :

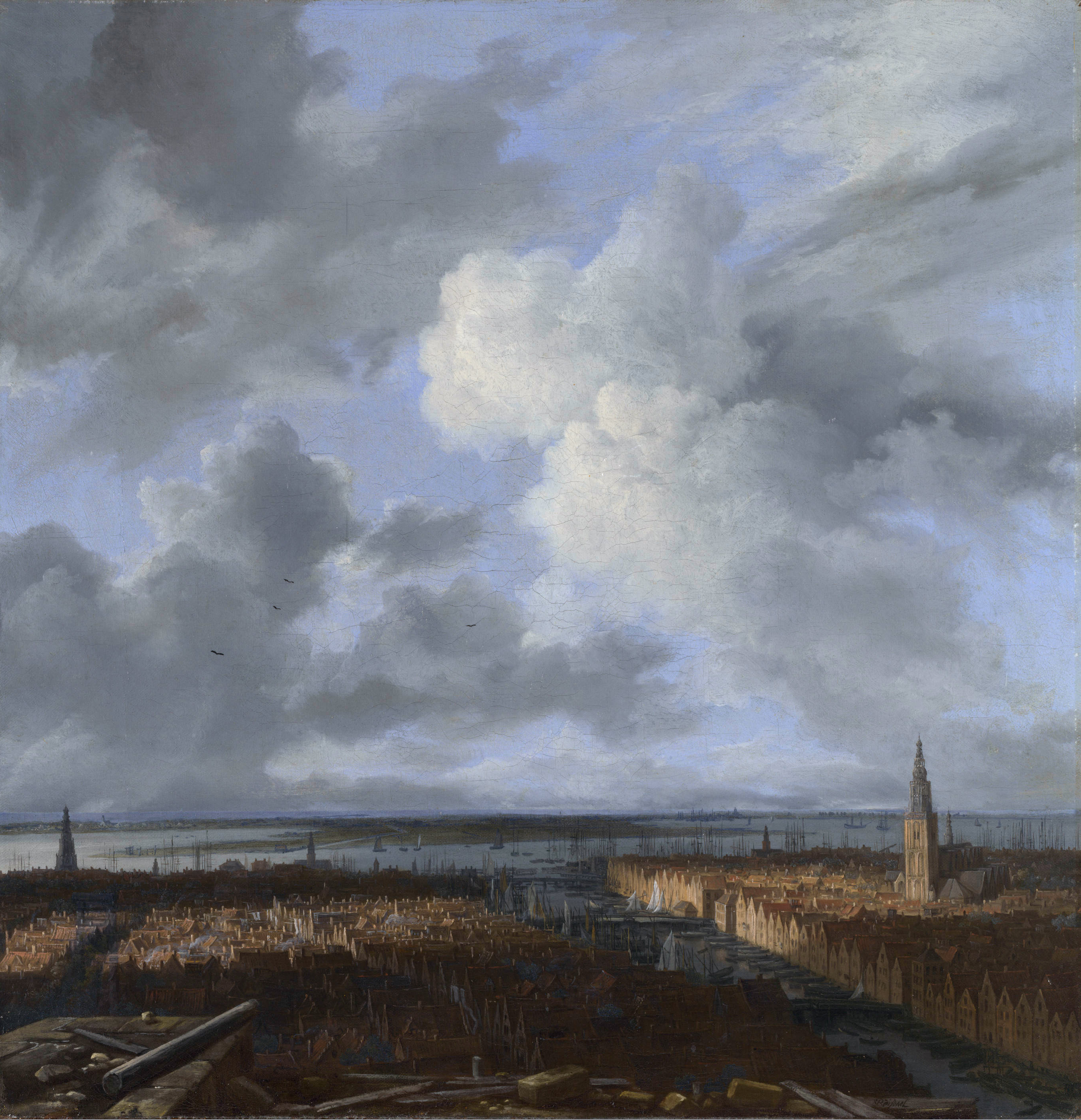
National Gallery.
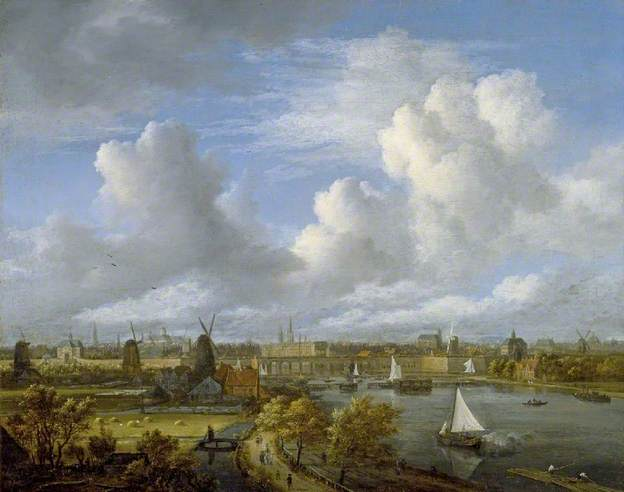
Fitzwilliam Museum.
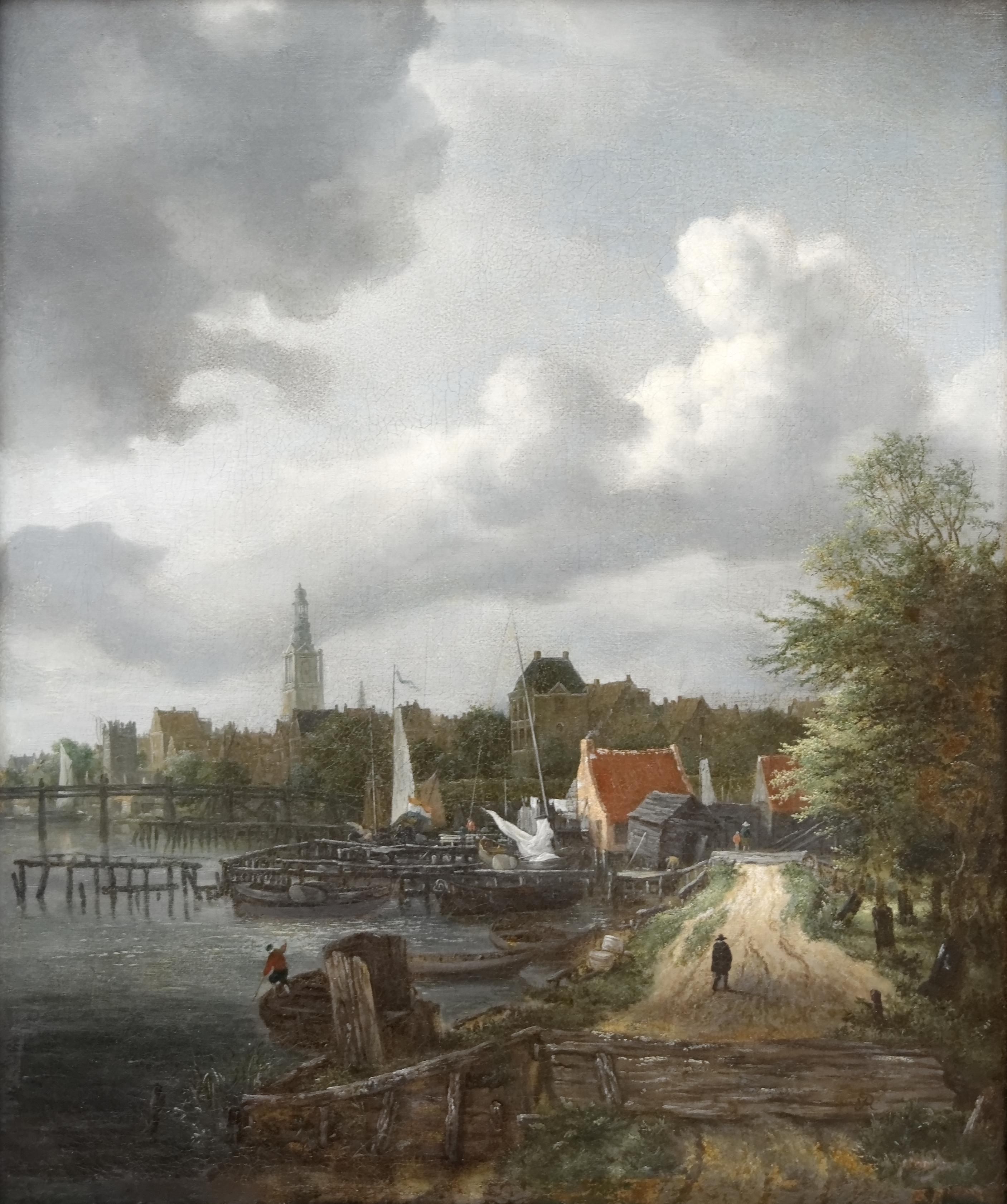
Musée des beaux-arts de Budapest.